# 尾道薬品協同組合
尾道薬品協同組合株式会社（おのみちやくひんきょうどうくみあい）は、一般用医薬品の卸売を中心とする日本の企業であった。現在はアルフレッサグループの一社「成和産業」である。医薬品の卸売手。

## 概要
- 島居薬品・小川薬品・辻本薬品等の尾道市の医薬品卸業社にて共同出資し設立された。
- 「成和産業」2代目社長・高橋大作の故郷であったので合併に積極的だったが、地元の薬局・薬店からは広島市の企業が進出することに対してかなりの抵抗があった。交渉は難航の末締結した。

## 会社概要
- 本社は広島県尾道市十四日町
- 代表取締役社長・杉山一郎
- 社員　10名

## 沿革
- 昭和22年「尾道小売統制組合」を設立
- 昭和24年「尾道薬品共同組合株式会社」に商号変更
- 昭和36年10月広島県広島市の八紅産業株式会社と合併

## 主な取引メーカー
- サロンパス本舗（現在・久光製薬）
- ノーシン本舗（現在・アラクス）
- モートサン
- わかもと

## 営業エリア
- 尾道市・三原市・松永市（現・福山市）・豊田郡・賀茂市・世羅郡・甲奴郡